# 政府通信保安局
政府通信保安局(Government Communications Security Bureau,GCSB)は、ニュージーランドの情報機関である。

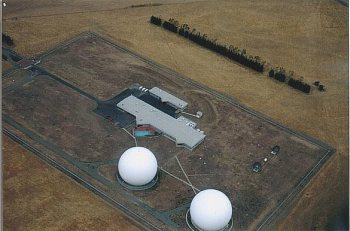
ワイホパイ基地の施設の様子

## 概要
GCSBはSIGINT、通信傍受を行う組織である。UKUSA（英米同盟）の一員としてアメリカ国家安全保障局やイギリス政府通信本部と連携して活動する。また、政府の通信の保護とサイバー・プロテクションはGCSBの責任である。関連技術の研究も行う。
GCSBの担当大臣は首相が兼務するのが慣例である。また、情報保安監察総監と、議会の情報保安委員会の監督を受ける。GCSBは通信傍受により得た情報を、それを必要とする各部署に供給する。また、政府機関の通信保安態勢のチェックとアドバイスを行う。まとめれば以下の通り。
- 海外通信の収集・分析・報告
- 軍の活動擁護
- 政府機関への通信・情報保護のアドバイスとサポート
- 友好国機関との協力関係維持
- 上記のために必要な研究開発

職員は技術者、数学者、翻訳者等々合わせて三百数十名、本部はウェリントンに、無線電波傍受基地がタンジモアナに、衛星通信傍受基地がワイホパイにある。幹部は軍から移動した将校が多い。GCSBはダイバーシティに力を入れているようで、面白いことに公式サイトで職員の男女比とエスニシティの割合を公表している。それによれば、職員中の女性の割合33%、人種構成は半数がヨーロッパ系、6%のマオリ、その他5%、30%以上が特定の民族に属さず、となっている。
GCSBの当初の目標は、太平洋の南から、ソ連海軍と、スパイ船かもしれないソ連の漁船の通信や各種電波情報を集めることと、さらに、漏れ飛んでくる極東ソ連軍の無線電波を傍受することであった。これが従来からの伝統的な任務である。
一方で、非軍事的通信の傍受も行われていた。対象は、西太平洋周辺諸国の外交通信であった。冷戦後期から、経済分野の通信への指向が高まったと言われている。80年代後半、衛星通信が主力となってくるのに対応して、ワイホパイに衛星通信傍受のための基地が出現した。これらは太平洋上空にある通信衛星を指向してその通信を傍受していると考えられている。基本的に、GCSBは国外の通信傍受のみを行い、国内ではこれを行わない。という建前である。
90年代以降サイバースペースの問題が課題として浮上し、GCSBは与えられた役割の各部門でその強化に努めている。2001年、ニュージーランドはGCSB傘下に、インフラ等の国内重要部門をサイバー攻撃から防御するための専門部署、重要インフラストラクチャー防衛センターを立ち上げた。2007年、ニュージーランド政府のコンピューター網にサイバー攻撃が仕掛けられていたことが判明し、かねてよりの懸念がいよいよ現実のものとなった。

## 歴史
GCSBの歴史は遡れば20世紀初頭にまで遡る。第一次世界大戦後、イギリスとその植民地間の通信体制を暗号化、機密化するための取り組みが、イギリス本国の指導に基づいて行われた。通信中継基地として、ニュージーランドではその実務はイギリスの指導を受けたニュージーランド人の通信部隊が行った。第二次世界大戦において、同様に指導を受けながらニュージーランドは日本の通信の傍受と連合軍の通信連絡およびその機密維持に携わった。
戦後、UKUSAの成立を受けて世界的通信傍受機構の一翼を担うことになったニュージーランドの通信情報部門は、まだいくつにも分かれていた。軍事電波情報の収集を行う軍の組織CSO(Combined Signals Organisation)。通信保護の研究を行う業務はNZCSC(New Zealand Communications Security Committee)、外務省、国防省、さらにSISが、他機関と共同で、もしくはばらばらに。1977年、これらの役割を一つにまとめるものとして、GCSBは成立した。当初は国防省の傘下にあり、独立機関となったのは1989年である。これによりGCSBは首相直轄となった。
GCSBは長らく非公開の組織であり続け、SISと違って組織の根拠となる法律は2003年まで存在しなかった。GCSBについての情報は80年代から段階的に明らかにされた。

## 評価
GCSBは上記のように必ずしも民間通信傍受専門の機関というわけではない。しかし、GCSBが注目を集めるようになったのは、いわゆるところのエシュロンを担う組織と判明した90年代後半からである。
この巨大な通信傍受システムがニュージーランドの国益に反映しているのか。システムは有効なものなのか。そしてGCSBがニュージーランド政府の統制にきちんと服しているのか。という問題はしばしば議論の対象となる。GCSB自体は、巨大な機構の一部を成すに過ぎず、NSAがきちんとニュージーランドのためのデータを送り返してくれるのでなければその収集能力は著しく低い。そして、NSAはしばしば情報の共有を怠ると言われている。レインボー・ウォーリア号事件を事前に察知することができなかった(アメリカから知らされなかったと言われている)し、しばしば起こる太平洋島嶼諸国の混乱に対処できていない。そして、GCSBはNSAと一体化しているが、そのため自国の内閣や首相に対してすら情報の隠蔽を行っているのでは、とも言われている。デビッド・ロンギは、彼が首相であったとき、GCSBは彼を暗闇の中に放置したと、後年になって批判した。
2005年にロンギが死去したあと、残された彼の書類が公開されたが、その中から85～6年度の高度な機密文書が発見されて問題となった。それは本来ならば機密管理者によって回収されるべきものであったが、なぜ放置されていたのかは不明とされる。
その文書によって明らかとなったことは以下のことである。
- ANZUS危機の際、アメリカとの交渉の中でアメリカは、譲歩が得られない場合、ニュージーランドに対する情報提供協力を停止し、逆に通信監視を行うとの意思を示したこと。
- GCSBが、日本やフランスなどを含む広い範囲の諸国の通信を傍受していたこと。

ヘレン・クラークは、ロンギのGCSB統制不能説を否定し、このような文書があることは、逆にGCSBがきちんと報告を上げている証拠であると述べた。また、このことはすでに20年も経っているから、日本などとの外交関係に影響は及ぼさないとした。しかしいずれにせよ、GCSBへの風当たりは強く、このような通説に対処するために、GCSB長官自身が弁明の記事を発表することとなった。